# Transvalorismo
Transvalorismo é uma corrente filosófico-política contemporânea que defende a superação radical dos valores morais, sociais e políticos herdados da modernidade ocidental. Inspirado pelo pensamento de Friedrich Nietzsche e pela tradição do libertarianismo ético, o Transvalorismo propõe a construção de uma nova ordem civilizacional baseada na soberania individual, na hierarquia voluntária e na elevação cultural aristocrática. Recusando tanto o igualitarismo democrático como o autoritarismo estatista, o Transvalorismo visa a criação de uma sociedade onde o indivíduo criador — o “novo homem” — possa florescer plenamente, livre de imposições externas e de moralidades niveladoras.

## Origem e desenvolvimento
O conceito de Transvalorismo surgiu no início do século XXI, tendo sido sistematizado por Francisco Maio na obra Transvalorismo: Manifesto do Novo Homem (2025). A doutrina nasce como reacção ao que o autor descreve como “decadência moderna”: um processo histórico no qual os ideais iluministas — como igualdade, compaixão universal, democracia e moral racionalista — degeneraram em formas de servidão disfarçada. Maio identifica um espírito de conformismo e mediocridade nas instituições políticas e culturais contemporâneas, que, segundo ele, castram a vontade criadora e anulam o indivíduo forte.
O termo “Transvalorismo” remete directamente à transvaloração de todos os valores proposta por Nietzsche, entendida aqui não apenas como crítica filosófica, mas como projecto político e ético. A doutrina apresenta-se como alternativa integral: não apenas política, mas também estética, ontológica e civilizacional.

## Influências filosóficas
A influência de Nietzsche no Transvalorismo é central. A crítica à moral cristã, vista como moral de escravos, é interpretada como denúncia de uma cultura que glorifica a fraqueza, a submissão e o ressentimento. O Transvalorismo retoma a figura do Übermensch como modelo de ser humano que transcende a moral convencional e cria os seus próprios valores. Esta figura representa, para Francisco Maio, o arquétipo do indivíduo soberano e auto-disciplinado, que vive em afirmação da sua vontade de potência.
A vontade de potência, conceito central na ontologia nietzschiana, é aqui concebida como impulso criador, força vital que se manifesta na arte, na ética, na cultura e na superação de si. O Transvalorismo não interpreta esta força como mera dominação bruta, mas como expressão disciplinada de grandeza interior. A cultura superior, nesse contexto, desempenha um papel de sublimação: não reprime os instintos, mas educa-os e eleva-os.
Ao pensamento de Nietzsche, o Transvalorismo associa a ética libertária, especialmente a vertente desenvolvida por autores como Murray Rothbard e Hans-Hermann Hoppe. A defesa intransigente dos direitos naturais — vida, liberdade e propriedade — é integrada como estrutura ética mínima que permite a convivência entre indivíduos soberanos. A sociedade ideal não se organiza em torno de um Estado, mas de contratos voluntários, comunidades privadas e sistemas de justiça descentralizados.
Essa incorporação do anarcocapitalismo distingue-se, no entanto, de uma visão meramente económica ou utilitarista. O Transvalorismo rejeita o igualitarismo muitas vezes implícito em algumas formas de liberalismo e afirma uma liberdade hierárquica, onde os indivíduos são livres precisamente para se tornarem desiguais por mérito, vontade ou génio. A ordem emergente é espontânea, mas não caótica — é sustentada por autodisciplina, exclusão voluntária dos parasitas sociais e selecção cultural.

## Fundamentos Doutrinários
O Transvalorismo parte do reconhecimento da soberania ontológica do indivíduo. Cada homem é fim em si mesmo e não instrumento de nenhuma colectividade, ideologia ou autoridade externa. A liberdade não é entendida como permissividade, mas como responsabilidade. Só é verdadeiramente livre quem tem força para se auto-governar.
A moral herdada — religiosa ou secular — é vista como instrumento de domesticação. Em seu lugar, propõe-se uma ética de não-agressão, não baseada em compaixão ou sentimentalismo, mas na afirmação da liberdade mútua entre homens que se reconhecem como pares em soberania. Esta ética estabelece uma fronteira clara: é legítima toda acção que não viole o corpo, a propriedade ou a liberdade de outrem. Para além dessa linha, reina o espaço da criação, da competição livre e da excelência voluntária.
A ideia de igualdade é radicalmente rejeitada. Para o Transvalorismo, os homens são naturalmente desiguais em coragem, inteligência, vontade e virtude. A tentativa moderna de impor igualdade material ou moral resulta, segundo a doutrina, numa cultura de ressentimento e mediocridade. O valor reside na diferença, na selecção, na superação — não na uniformização.

## Modelo de Sociedade
A sociedade transvalorista seria aquela onde os indivíduos vivem sob contratos voluntários, protegidos por mecanismos privados de justiça e defesa, sem qualquer estrutura estatal coerciva. O poder político tradicional é substituído por autoridade moral, prestígio e reputação. Não há monopólios legais, nem impostos, nem parlamentos. A educação é livre, competitiva e aristocrática — voltada para a formação do espírito e não para a conformação social.
A cultura ocupa papel central nesta ordem. Não se trata de entretenimento ou propaganda moral, mas de meio de elevação estética e intelectual. A arte, o desporto, a filosofia e a ciência são actividades nobres que canalizam a vontade de potência para formas superiores. Numa sociedade transvalorista, tudo o que é vulgar, decadente ou parasitário tende a desaparecer não por censura, mas por irrelevância. A cultura é exigente, hierárquica e selectiva.

## Crítica ao ressentimento
Um dos alvos principais da doutrina transvalorista é o que denomina de “psicologia do ressentido” — aquele que, incapaz de criar ou ascender, procura derrubar os que são superiores. Esta atitude, segundo Francisco Maio, encontra-se na base de ideologias igualitárias, da cultura da vitimização e da moral democrática. O Transvalorismo opõe-lhe a figura do homem orgulhoso, autoafirmado, que não pede desculpa pela sua força, nem permissão para existir como é. A resposta ao ressentimento não é o confronto directo, mas a superação silenciosa: criar em vez de reclamar, construir em vez de nivelar, viver como obra.

## Críticas e controvérsias
O Transvalorismo é uma doutrina polarizadora. Críticos apontam o seu elitismo declarado, a rejeição da democracia e a idealização de uma liberdade que, segundo muitos, seria impraticável sem mediação institucional. O desprezo por princípios como igualdade, inclusão e redistribuição é visto por alguns como perigoso ou socialmente regressivo.
Por outro lado, defensores do Transvalorismo argumentam que tais críticas partem justamente dos valores que o movimento procura superar. Para os seus proponentes, o Transvalorismo não é uma ideologia para massas, mas um chamado para aqueles que não se identificam com os dogmas modernos e buscam formas superiores de existência e convivência.
Referências

1. ↑  Maio, Francisco. Transvalorismo. Manifesto filosófico, 2025.
2. ↑  Nietzsche, Friedrich. A Genealogia da Moral. 1887.
3. ↑  Nietzsche, Friedrich. O Anticristo. 1888.
4. ↑  Sloterdijk, Peter. Regras para o Parque Humano. Suhrkamp Verlag, 1999.
5. ↑  Evola, Julius. Revolta contra o Mundo Moderno. Ed. Nova Stampa, 1934.
6. ↑  Spengler, Oswald. O Declínio do Ocidente. 1918.
7. ↑  Heidegger, Martin. Ser e Tempo. 1927.
8. ↑  Camus, Albert. O Mito de Sísifo. 1942.
9. ↑  Onfray, Michel. A Escultura do Eu. Grasset, 1993.
10. ↑  Maio, Francisco. Transvalorismo, capítulos 1 a 9 (2025).